# PIM3
PIM3 (англ. Pim-3 proto-oncogene, serine/threonine kinase) – білок, який кодується однойменним геном, розташованим у людей на довгому плечі 22-ї хромосоми. Довжина поліпептидного ланцюга білка становить 326 амінокислот, а молекулярна маса — 35 891.
| 10         |  | 20         |  | 30         |  | 40         |  | 50         |
| ---------- |  | ---------- |  | ---------- |  | ---------- |  | ---------- |
| MLLSKFGSLA |  | HLCGPGGVDH |  | LPVKILQPAK |  | ADKESFEKAY |  | QVGAVLGSGG |
| FGTVYAGSRI |  | ADGLPVAVKH |  | VVKERVTEWG |  | SLGGATVPLE |  | VVLLRKVGAA |
| GGARGVIRLL |  | DWFERPDGFL |  | LVLERPEPAQ |  | DLFDFITERG |  | ALDEPLARRF |
| FAQVLAAVRH |  | CHSCGVVHRD |  | IKDENLLVDL |  | RSGELKLIDF |  | GSGALLKDTV |
| YTDFDGTRVY |  | SPPEWIRYHR |  | YHGRSATVWS |  | LGVLLYDMVC |  | GDIPFEQDEE |
| ILRGRLLFRR |  | RVSPECQQLI |  | RWCLSLRPSE |  | RPSLDQIAAH |  | PWMLGADGGV |
| PESCDLRLCT |  | LDPDDVASTT |  | SSSESL     |  |            |  |            |

A: Аланін

C: Цистеїн

D: Аспарагінова кислота

E: Глутамінова кислота

F: Фенілаланін

G: Гліцин

H: Гістидин

I: Ізолейцин

K: Лізин

L: Лейцин

M: Метіонін

N: Аспарагін

P: Пролін

Q: Глутамін

R: Аргінін

S: Серин

T: Треонін

V: Валін

W: Триптофан

Кодований геном білок за функціями належить до трансфераз, кіназ, серин/треонінових протеїнкіназ, фосфопротеїнів. 
Задіяний у таких біологічних процесах, як апоптоз, клітинний цикл. 
Білок має сайт для зв'язування з АТФ, нуклеотидами. 
Локалізований у цитоплазмі.